# Baradlai László
Baradlai László névváltozat: Baradlay (Budapest, 1902. november 29. – Mauthausen, 1945 április 14.) magyar író, újságíró.

## Életútja
Fiatalon népszerű színész, majd színházi rendező lett Szatmáron, 1926-tól újságíró, a szatmári Szamos, a Brassói Lapok és Népújság munkatársa volt. Szerkesztette a Revü című szatmári hetilapot (1932–33), később ugyanott a Sajtó főszerkesztője (1937–38). Két realista társadalmi regénye jelent meg: A változott viszonyok miatt... (Szatmár, 1933); Megnyitó előadás (Ajándékregénytár 8. sz. Brassó, 1934). A mintegy tízezernél több  szatmári zsidó származású emberrel együtt őt is deportálták. Tanúk vallomása szerint elhurcolása után a fasiszták lágerében is folytatta irodalmi tevékenységét, kéziratai azonban vele együtt elpusztultak.

## Művei
- A változott viszonyok miatt... Regény; Singer, Satu-Mare, 1933
- Megnyitó előadás. Regény; Lap- és Könyvkiadó, Brasov-Brassó, 1934 (Ajándékregénytár)